# Соколовська Уляна Семенівна
Уляна Семенівна Соколовська (Сидорчук) (1943, село Висоцьк, тепер Дубровицького району Рівненської області — 1998, Рівненська область) — українська радянська партійна діячка. Депутат Верховної Ради УРСР 11-го скликання.

## Біографія
Народилася в селянській родині. У 1957—1959 роках — доярка колгоспу імені Леніна села Висоцьк Висоцького району Ровенської області.
У 1959—1963 роках — студентка Кременецького сільськогосподарського технікуму Тернопільської області.
У 1963—1968 роках — обліковець, завідувачка тваринницької ферми, зоотехнік колгоспу імені Леніна села Висоцьк Дубровицького району Ровенської області.
Член КПРС з 1966 року.
У 1968—1975 роках — головний зоотехнік колгоспу «Світанок» Дубровицького району Ровенської області.
У 1975—1983 роках — 2-й секретар Дубровицького районного комітету КПУ Ровенської області.
У 1976 році закінчила Заочну Вищу партійну школу при ЦК КПРС.
У вересні 1983 — 1991 року — 1-й секретар Зарічненського районного комітету КПУ Ровенської області.

## Нагороди
- орден Трудового Червоного Прапора
- орден Знак Пошани
- медалі